# Agile (1916)
Pour les articles homonymes, voir Agile.
L'Agile est une canonnière de lutte anti-sous-marine de la Marine nationale française, un des 23 navires de classe Ardent. Il a également été classé comme aviso. Le navire est lancé en 1916 à l’arsenal de Brest et mis en service la même année. Il sert pendant la Première Guerre mondiale et l’entre-deux-guerres. Le navire est rayé de la liste des navires en 1935.

## Conception
Les canonnières de classe Ardent ont été commandées dans le cadre du programme d’expansion de la flotte française de 1916 et 1917,. En 1916, l’état-major de la marine française commanda 23 canonnières anti-sous-marines (ASM), de 266 tonnes, à machines à vapeur à triple expansion, qui furent nommés « classe Ardent ». Les navires étaient fondamentalement identiques aux canonnières de classe Friponne. Ils s’en distinguaient principalement par le type de propulsion : les canonnières de classe Friponne utilisaient des moteurs Diesel, mais les navires de type Ardent étaient équipés de machines à vapeur, dans de nombreux cas récupérées sur de vieux torpilleurs mis hors service,. Ils différaient donc sensiblement les uns des autres en ce qui concerne la puissance et la vitesse. Ils avaient tous des étraves en forme d’arc, mais ils différaient par la forme des superstructures et leur équipement.
L'Agile était conçu pour la lutte anti-sous-marine,. Sa coque avait une longueur hors tout de 60,2 mètres, une largeur de 7,2 mètres et un tirant d'eau de 2,9 mètres,,. Son déplacement était de 266 tonnes à charge normale et de 400 tonnes à pleine charge,. Le navire était propulsé par une machine à vapeur verticale à triple expansion, d’une puissance de 1200 à 1500 ch, qui entraînait une seule hélice,. La vapeur était fournie par deux chaudières à charbon de type du Temple ou Normand,. La vitesse maximale du navire était de 14 à 17 nœuds,,,. Le navire emportait 85 tonnes de combustible, ce qui lui permettait d’atteindre une autonomie de 2000 milles marins à une vitesse de 10 nœuds,.
Son armement était constitué de deux canons de 100 mm modèle 1897 L/45 sur affûts simples et de deux rampes pour larguer des grenades anti-sous-marines,,,.
L’équipage était composé de 55 officiers, officiers mariniers et matelots,,,.

## Historique
L'Agile a été commandé par la Marine nationale en 1916, et construit à l’Arsenal de Brest,,. La quille du navire a été posée en 1916 et il a été lancé la même année,, le 14 juillet 1916.

### Première Guerre mondiale
Mis en service en 1916,, le navire a servi durant la guerre dans le golfe de Gascogne et la Méditerranée. En octobre 1916, il intègre la Division des patrouilles de la Méditerranée orientale à Salamine, puis à Milos,. Le 11 octobre 1917, il se rend de Bizerte à Messine avec la Moqueuse. Il participe (avec la Moqueuse, la Curieuse et le Richelieu) à l’escorte du convoi, composé de l'Ogono et du Saint Michel, qui appareille le 13 octobre de Messine à destination de Corfou, à la vitesse moyenne de 7,5 à 8 nœuds. Le 21 octobre 1917, un autre convoi, composé du Seine, appareille de La Valette à destination de Toulon, à la vitesse moyenne de 10 nœuds. L'Agile escorte le convoi (avec la Moqueuse et la Malicieuse) dès son départ du port.
L'Agile a été administrativement considéré comme un « bâtiment armé en guerre » durant trois périodes : du 24 août 1916 au 3 septembre 1917 ; du 10 octobre 1917 au 6 août 1918 ; et du 9 décembre 1918 au 24 octobre 1919 (Circulaire du 25 avril 1922 établissant la liste des bâtiments et formations ayant acquis, du 3 août 1914 au 24 octobre 1919, le bénéfice du double en sus de la durée du service effectif (Loi du 16 avril 1920, articles 10, 12, 13.), §. A. Bâtiments de guerre et de commerce. ; Bulletin officiel de la Marine 1922, n° 14, p.720.)

### Entre-deux-guerres
Tous les navires de classe Ardent ont survécu à la guerre. La majorité est convertie dans les années 1920 en dragueurs de mines, avec un équipement mécanique de dragage. L'Agile a été converti en dragueur de mines entre 1918 et 1920,. Il a exercé cette fonction dans l’entre-deux-guerres jusqu’à sa fin de service,.
En février 1919, il devient une canonnière de l'armée navale à Corfou. En novembre 1919, il est affecté à la Division navale de Syrie, et en 1921 à celle du Levant. Il séjourne en Syrie-Cilicie du 6 octobre au 8 décembre 1919, puis du 18 septembre au 20 octobre 1921 (Instruction du 28 novembre 1922 relative à l’application à la Marine de la loi instituant la Médaille commémorative de Syrie-Cilicie - Annexe : Liste des bâtiments et services dont le personnel a droit à la médaille de Syrie-Cilicie ; Bulletin officiel de la Marine 1922, n° 35, pp. 695 et 699). Il séjourne au Levant et sur les côtes de Syrie et d’Asie Mineure à quatre reprises : du 24 octobre au 31 décembre 1919 ; du 22 novembre 1920 au 23 juin 1922 ; du 15 octobre au 19 novembre 1922 (Arrêté du 13 juillet 1923 établissant la liste des bâtiments et formations ayant acquis des bénéfices de campagne du 24 octobre 1919 au 1er janvier 1923 ; Bulletin officiel de la Marine 1923, n°23, pp.78-79 - Addenda et errata, JO du 24 juin 1926, p. 6961) et une dernière fois du 6 janvier au 17 avril 1924 (Décret du 27 novembre 1925 relatif à l’attribution aux troupes en service dans certaines régions, du bénéfice de campagne prévu par le règlement d’administration publique rendu en exécution de la loi du 16 avril 1920 ; JO du 3 décembre 1925, p. 11587. Arrêté du 19 juin 1926 établissant la liste des bâtiments et formations ayant acquis des bénéfices de campagne du 1er janvier 1923 au 17 avril 1924 ; JO du 24 juin 1926, p.6960).
En 1924 il est reclassé comme aviso, de 2e classe, mais en 1925, il redevient une canonnière. À partir de 1928, il est basé à Bizerte. L’année suivante, en 1929, il est de nouveau classé aviso, de 2e classe. Désarmé le 23 octobre 1935, et condamné le même jour, il est remis aux Domaines et vendu en 1935.